# کریس همسورث
کریستوفر هِمسوُرث (انگلیسی: Christopher Hemsworth؛ زادهٔ ۱۱ اوت ۱۹۸۳) بازیگر استرالیایی است. او پیش از آغاز کار سینمایی در هالیوود، ابتدا در استرالیا با ایفای نقش کیم هاید در مجموعه تلویزیونی استرالیایی خانه و دوری (۲۰۰۴–۲۰۰۷) به شهرت رسید. همسورث بیشتر با ایفای نقش ثور در فیلم‌های ابرقهرمانی دنیای سینمایی مارول شناخته می‌شود، که از ثور (۲۰۱۱) آغاز شده و اخیراً آن را ثور: عشق و آذرخش (۲۰۲۲) ایفا کرده است، و باعث شده او در میان بازیگران دریافت‌کنندهٔ بیشترین دستمزد در جهان قرار بگیرد.
از دیگر نقش‌های سینمایی همسورث می‌توان به فیلم‌های اکشن پیشتازان فضا (۲۰۰۹)، سفیدبرفی و شکارچی (۲۰۱۲)، سحرگاه سرخ (۲۰۱۲)، بلک‌هت (۲۰۱۵)، مردان سیاه‌پوش: بین‌المللی (۲۰۱۹) و استخراج (۲۰۲۰) و همچنین تریلر گریز بی‌نقص (۲۰۰۹) و کمدی شکارچیان روح (۲۰۱۶) اشاره کرد. از تحسین شده‌ترین فیلم‌های وی می‌توان به کمدی ترسناک کلبه‌ای در جنگل (۲۰۱۲)، فیلم بیوگرافی ورزشی شتاب (۲۰۱۳) که در آن او نقش جیمز هانت را به تصویر کشید و فیلم اکشن فیوریوسا: حماسه مکس دیوانه (۲۰۲۴) اشاره کرد.

## فیلم‌شناسی

### فیلم
| سال  | عنوان                      | نقش               | توضیحات                         |
| ---- | -------------------------- | ----------------- | ------------------------------- |
| ۲۰۰۹ | گریز بی‌نقص                 | کاله گریتی        |                                 |
| ۲۰۱۰ | پول نقد                    | سام فیلن          |                                 |
| ۲۰۱۱ | ثور                        | ثور               |                                 |
| ۲۰۱۲ | انتقام‌جویان                | ثور               |                                 |
| ۲۰۱۲ | کلبه‌ای در جنگل             | کرت وان           |                                 |
| ۲۰۱۲ | سفیدبرفی و شکارچی          | اریک شکارچی       |                                 |
| ۲۰۱۲ | سحرگاه سرخ                 | جد اکرت           |                                 |
| ۲۰۱۳ | پیشتازان فضا به‌سوی تاریکی  | جورج کرک (صدا)    | حضور افتخاری                    |
| ۲۰۱۳ | شتاب                       | جیمز هانت         |                                 |
| ۲۰۱۳ | ثور: دنیای تاریک           | ثور               |                                 |
| ۲۰۱۵ | انتقام‌جویان: عصر اولتران   | ثور               |                                 |
| ۲۰۱۵ | بلک‌هت                      | نیکلاس هاتاوی     |                                 |
| ۲۰۱۵ | تعطیلات                    | استون کراندال     |                                 |
| ۲۰۱۵ | در دل دریا                 | اوون چیس          |                                 |
| ۲۰۱۶ | شکارچی: جنگ زمستان         | اریک شکارچی       |                                 |
| ۲۰۱۶ | شکارچیان روح               | کوین بکمن         |                                 |
| ۲۰۱۶ | دکتر استرنج                | ثور               | حضور کوتاه                      |
| ۲۰۱۷ | ثور: رگناروک               | ثور               |                                 |
| ۲۰۱۸ | ۱۲ نیرومند                 | کاپیتان میچ نلسون |                                 |
| ۲۰۱۸ | اوقات بد در ال‌رویال        | بیلی لی           |                                 |
| ۲۰۱۸ | انتقام‌جویان: جنگ ابدیت     | ثور               |                                 |
| ۲۰۱۹ | انتقام‌جویان: پایان بازی    | ثور               |                                 |
| ۲۰۱۹ | مردان سیاه‌پوش: بین‌المللی   | هنری / مأمور اچ   |                                 |
| ۲۰۱۹ | ریبوت جی و باب ساکت        | خودش              | حضور                            |
| ۲۰۲۰ | استخراج                    | تایلر ریک         | همچنین تهیه‌کننده                |
| ۲۰۲۲ | رهگیر                      | فروشنده تلویزیون  | حضور افتخاری و تهیه‌کننده اجرایی |
| ۲۰۲۲ | اسپایدرهد                  | استیو آبنستی      | همچنین تهیه‌کننده                |
| ۲۰۲۲ | ثور: عشق و آذرخش           | ثور               | همچنین تهیه‌کننده اجرایی         |
| ۲۰۲۳ | استخراج ۲                  | تایلر ریک         | همچنین تهیه‌کننده                |
| ۲۰۲۴ | فیوریوسا: حماسه مکس دیوانه | دمنتوس            | [ ۵ ]                           |
| ۲۰۲۴ | تبدیل‌شوندگان یک            | آپتیموس پرایم     | صداپیشه                         |
| TBA  | پروژه ایکس                 | ن/م               | [ ۶ ]                           |

| به آثاری اشاره دارد که در حال حاضر منتشر نشده‌اند | به آثاری اشاره دارد که در حال حاضر منتشر نشده‌اند |

### تلویزیون
| سال       | عنوان                        | نقش          | توضیحات                                                  |
| --------- | ---------------------------- | ------------ | -------------------------------------------------------- |
| ۲۰۰۲      | گوئینویر جونز                | شاه آرتور    | ۳ قسمت                                                   |
| ۲۰۰۲      | همسایگان                     | جِیمی کِـین    | فصل ۱۸، قسمت ۴٬۰۶۹                                       |
| ۲۰۰۲      | قانون مارشال                 | کید          | ۱ قسمت                                                   |
| ۲۰۰۳      | سَدِل کلاب                     | دامپزشک جدید | ۱ قسمت                                                   |
| ۲۰۰۴      | فرگوس مک‌فیل                  | کریگ         | ۱ قسمت                                                   |
| ۲۰۰۴–۲۰۰۷ | خانه و دوری                  | کیم هاید     | فصل ۱۷ تا ۲۰، ۱۸۹ قسمت                                   |
| ۲۰۰۶      | رقص با ستاره‌ها               | در نقش خودش  | مقام پنجم                                                |
| ۲۰۱۵      | پخش زنده شنبه شب             | مجری         | ۲ قسمت                                                   |
| ۲۰۲۱      | لوکی                         | تورگ (صدا)   | قسمت: سفر به دنیای اسرارآمیز، (نامش در عنوان‌بندی نیامده) |
| ۲۰۲۱      | در «شارک بیچ» با کریس همسورث | در نقش خودش  | ویژه‌برنامهٔ تلویزیونی                                     |
| ۲۰۲۱      | چه می‌شود اگر… ؟              | ثور (صدا)    | ۲ قسمت                                                   |
| ۲۰۲۲      | بی‌محدودیت با کریس همسورث     | در نقش خودش  | مدیر اجرایی تولید هم بود.                                |

### بازی‌های ویدیویی
| سال  | عنوان          | نقش       | توضیحات |
| ---- | -------------- | --------- | ------- |
| ۲۰۱۱ | ثور: خدای تندر | ثور       | صدا     |
| ۲۰۱۵ | ابعاد لگو      | کوین بکمن | صدا     |
| ۲۰۱۶ | شکارچیان شبح   | کوین بکمن | صدا     |